# CMJ
CMJ 홀딩스(CMJ Holdings Corp.)는 1978년 설립된 음악, 온라인 미디어 회사 및 음악 CD 유통업체로, 웹사이트를 운영하고 있으며, 매년 뉴욕시에서 축제를 주최한다. 또한 CMJ 뉴 뮤직 먼슬리와 CMJ 뉴 뮤직 리포트라는 두 개의 잡지를 발행했다. 회사는 2017년에 운영을 중단했으나 2019년 어메이징 라디오에 인수돼 새로운 라이브 및 라이브 스트리밍 제품과 함께 CMJ 뮤직 마라톤을 다시 올 계획을 발표했다. CMJ란 뜻은 원래 칼리지 미디어 저널(College Media Journal)의 약자지만, 종종 칼리지 뮤직 저널(College Music Journal)의 줄임말로 간주되기도 했다.

## CMJ 뉴 뮤직 리포트
CMJ 뉴 뮤직 리포트는 라디오 방송국에서 보낸 상위 30개의 리스트를 발표했는데, 방송국은 연간 수백 달러의 구독 비용을 지출해야 했다. 잡지는 온라인 전용 형식으로 전환돼 2017년까지 디지털 PDF 잡지로 매주 발행됐다.

## CMJ 뉴 뮤직 먼슬리
CMJ 뉴 뮤직 먼슬리는 1993년부터 2009년까지 인터뷰, 리뷰, 특집 기사 등이 실린 월간 음악지였다. 각 호에는 잘 알려지지 않은 밴드, 레이블과 계약하지 않은 밴드 및 그 사이의 모든 노래가 포함된 15-24곡 정도의 컴팩트 디스크가 포함돼 있었다. 2009년 6월 20일 156호 이후로 폐간했고, 구독자들은 나머지 호를 온라인에서 사용할 수 있는 CMJ 뉴 뮤직 리포트로 대체했다.

## 웹 사이트
- CMJ - 공식 웹사이트